# Shlomo Pinès
Shlomo Pinès est un philosophe israélien, né le 5 août 1908 à Charenton-le-Pont près de Paris (France), et mort à Jérusalem le 9 janvier 1990. Il est surtout connu pour être l'auteur de la traduction majeure en langue anglaise du Guide des Égarés de Moïse Maïmonide. Il fut un expert des philosophies arabes et juives médiévales, ainsi que du monde paléo-chrétien oriental, particulièrement de la translatio studiorum du monde grec au monde arabe.

## Biographie

### Les années de formation
Shlomo  (Salomon) Pinès est né en France en 1908 de parents russes émigrés, Méir Pinès et Sarah Schalit. La famille paternelle était établie à Rozanoi en Biélorussie. Le père, Méir Pinès, avait participé au congrès sioniste de Bâle de 1905, où il semble avoir défendu l'idée d'une installation en Ouganda. Il est l'auteur d'une Histoire de la littérature yiddish, soutenue à la Sorbonne, publiée en français en 1910 et traduite en plusieurs langues.
Shlomo Pinès passe son enfance à Rīga en Lettonie, puis à Arkhangelsk, Russie, Arctique. Pinès parle russe, yiddish et hébreu. En 1919, la famille s'installe à Londres, fuyant la révolution bolchevique. Shlomo Pinès y apprend l'anglais et le latin. En 1921, la famille s'installe à Berlin. Pinès, qui n'a que peu de goût pour l'allemand, apprend cette langue, ainsi que le grec. Il passe son baccalauréat (Abitur) en candidat libre, et apprend l'arabe en autodidacte.

### L'Université
Pinès s'inscrit à l'université de Heidelberg en 1925, où il suit pendant un an le cours de philosophie de Karl Jaspers et des cours d'arabe. Avec des amis, il part 6 mois en Palestine. En 1926, il s'inscrit à l'université de Genève, y apprend le français et étudie la littérature française. En 1927, il s'inscrit à Berlin et y étudie l'arabe, le persan, le turc, le sanscrit et la philosophie. C'est là qu'il fait la rencontre de Leo Strauss (1899-1973) et du futur beau-frère de celui-ci, l'arabisant Paul Kraus (1904-1944). En 1932, il retourne à Paris, sa ville natale, où il retrouve ses amis berlinois et où il fait la connaissance de Louis Massignon. Il rencontre celle qui va devenir sa femme Fanny Rirachowsky, née à Bâle et habitant Genève, qui suit des études de philosophie à la Sorbonne. En 1934, il passe son doctorat à Berlin, thèse qui porte sur la cosmologie arabe. Le 17 février 1938, il épouse Fanny Rirachowsky. Pinès donne des cours à l'Institut d'Histoire des Sciences de la Sorbonne (rue du Four, à Paris) en 1939. Il est obligé de quitter la France en 1940, pour la Palestine. Là, il travaille au Bureau de la censure impériale britannique. Après la fondation de l'État d'Israël en 1948, Pinès travaille au Ministère des Affaires étrangères, où il s'occupe notamment des programmes en persan de la radio israélienne. En 1950, à la mort du philosophe Julius Guttmann (1880-1950), l'université de Jérusalem propose un poste au philosophe français Georges Vajda, qui refuse le poste et propose Shlomo Pinès. Celui-ci devient, à partir de 1952, assistant au département de philosophie et de philosophie juive et kabbale de l'université hébraïque de Jérusalem.
Le travail de Shlomo Pinès est surtout connu par sa traduction du Guide des Égarés de Maïmonide, traduction qui paraît en anglais en 1963 aux Presses de l'Université de Chicago. Cette traduction est faite en collaboration avec Ralph Lerner et Leo Strauss, avec lequel Pinès partage la conviction que l'œuvre de Maïmonide est ésotérique, ou pour le moins est un texte crypté.
En 1960, Pinès est élu à l'Académie israélienne des sciences. En 1968, il reçoit le prix Israël et le prix Wolf. En 1976-1977, il passe une année à Harvard comme professeur invité. Il est professeur émérite à partir de 1977.
Il meurt le 9 janvier 1990 à Jérusalem. Sur sa tombe figure une épitaphe tirée de l'Éthique de Spinoza : "Homo liber de nulla re minus quam de morte cogitat" (L'homme libre ne pense rien moins qu'à la mort).

## Œuvre
Shlomo Pinès pourrait être considéré comme un philosophe éclectique, si ce terme n'avait pas déjà un sens très précis dans l'histoire de la philosophie. Disons qu'il s'intéressait à peu près à tout qui touchait au domaine médiéval juif et arabe. Mais même cette précision laisse dans l'ombre son intérêt pour Spinoza, Kant et Nietzsche. Après sa thèse sur l'atomisme dans la théologie arabe (kalâm) et chez le médecin Razi, il sort de l'ombre la figure d'Abu 'l-Barakat al-Baghdadi (1077-1165), qui était un philosophe juif converti à l'islam sur le tard et qui n'eût pas de postérité chez les juifs et les arabes, à part le commentateur du Coran Fahrad-Din ar-Razi (1148-1210).
Parallèlement, Pinès s'intéresse à l'histoire des sciences et particulièrement à l'évolution de la doctrine de l'impetus. Il écrit aussi sur Avicenne et Averroès et s'occupe des sources grecques de la pensée arabe et sur les textes grecs conservés en arabe : Xénocrate, Aristote, Alexandre d'Aphrodise, Galien, Jean Philopon. Son travail le porte à explorer Maïmonide. On lui doit aussi un article important sur Juda Halevi. Il met en évidence une influence de la scolastique chrétienne sur les philosophes juifs, semble-t-il à partir de Hasdai Crescas (mort en 1410).
En 1966, Pinès identifie une influence judéo-chrétienne sur des textes musulmans, montrant qu'une certaine autonomie de communautés judéo-chrétiennes est plausible jusque vers le IXe siècle (cf. le Tome V de ses Collected Works). En 1971, il publie une étude sur le passage célèbre où Flavius Josèphe mentionne Jésus (cf. in Collected Works, Tome IV, 37-115). À la fin des années 60, Pinès publie sur Léon l'Hébreu, Jean Bodin, Spinoza, Franz Rosenzweig et Nietzsche.
Le travail de fond de Shlomo Pinès repose sur l'idée que toutes les positions philosophiques et théologiques supposent des passerelles, alors que l'on croit souvent que les traditions de pensée sont séparées absolument. Shlomo Pinès, dès lors, exhume des textes méconnus, montre des influences, souligne des contextes culturels méconnus. C'est ainsi qu'il ne croyait pas à l'existence d'une philosophie juive qui traverserait l'histoire, indépendamment des autres traditions et dans une continuité parfaite.

### Essais rassemblés/Collected Works
Une grande partie des articles et des essais rédigés par Shlomo Pinès ont été rassemblés en volumes par ses élèves. Les Collected Works ont été rédigés en hébreu, en anglais et en français.
- Tome I : Studies in Abu'l Barakat al-Baghdadi's Physics and Metaphysics. Magnes Press, Jerusalem/Brill, Leyden, 1979. 339 pages.
- Tome II : Studies in Arabic Versions of Greek Texts and in Medieval Sciences. Magnes, Jerusalem/Brill, Leyden, 1986. IX-468 pages.
- Tome III : Studies in the History of Arabic Philosophy. Edited by S. Stroumsa. Magnes Press, Jerusalem, 1996. 452 pages.
- Tome IV : Studies in the History of Religion. Edited by S. Stroumsa. Magnes Press, Jerusalem, 1996. 519 pages.
- Tome V : Studies in the History of the Jewish Thought. Edited by Warren Zeev Harvey and M. Idel. Magnes Press, Jerusalem, 1997. VII-821 pages.

### Littérature critique sur Shlomo Pinès
- M. Idel, Warren Zeev Harvey. Shlomo Pines Jubilee Volume on the occasion of his 80th birthday. Jerusalem Studies in the Jewish Thought, VII (1988), volume I.

Présentation de l'œuvre en français, biographie et édition de certains textes de S. Pinès en français :
- Shlomo Pinès. La liberté de philosopher. De Maïmonide à Spinoza. Paris, Desclée de Brouwer, 1997. 484 pages. Édition due à Rémi Brague.

### Sources
- La présente notice est en grande partie tirée de l'introduction du recueil de textes écrits en français par Pinès, introduction due au Professeur Rémi Brague (La liberté de philosopher. De Maïmonide à Spinoza. Paris, Desclée de Brouwer, 1997).